# Tvrdomestice
Tvrdomestice (maďarsky Tordaméc) jsou obec na Slovensku v okrese Topoľčany v Nitranském kraji. Žije v nich 455 obyvatel.

## Historie
První písemná zmínka je z roku 1280 jako o Turdemechu a jednalo se o zemanskou ves. V 16. století ji vlastnili Solymosové, v 18. století Neffeczerové a v 19. století Illésházyové, Šándorové a Sipekyové. V roce 1715 byly v Tvrdomesticích vinice a sedmnáct domácností, v roce 1787 žilo v 88 domech 599 obyvatel, v roce 1828 žilo 386 obyvatel v 56 domech. Hlavní obživou bylo zemědělství a ovocnářství. V roce 1871 pracovalo v obci patnáct hrnčířů, kteří vyráběli i hliněné dýmky.
Do roku 1918 patřila obec v Nitranské župě k Uherskému království a poté se stala součástí Československa, později Slovenska. Po roce 1918 byli obyvatelé zaměstnáni na místním velkostatku A. Lindemana a v místním lihovaru, který byl uzavřen v roce 1946. Velkostatek byl rozparcelován v roce 1946.

## Přírodní poměry
Obec leží v severní části Nitranské pahorkatiny pod východním úpatí Považského Inovce na středním toku potoku Chocina, pravostranného přítoku řeky Nitry. Území je členěné úvaly a výmoly a je zčásti odlesněné, místy se vyskytuje dubohabřina s výskytem smrku a borovic. Nadmořská výška se pohybuje v rozmezí 227–303 metrů, střed obce je ve výšce 240 m n. m. Půdní typy zastupují hnědozem a další ilimerické půdy. Celková rozloha obce je 8,7907 km², z toho v roce 2020 tvořila 64 % zemědělská půda. Celkové využití půdy (2020): 57 % orná půda, 2 % zahrady, 5 % travnaté plochy, 26 % les. Obec sousedí:
|         | Nemečky | Veľké Hoste, Šišov |
| Prašice |         | Norovce            |
|         | Prašice | Norovce            |

## Památky
V obci je římskokatolický kostel Povýšení svatého Kříže vysvěcený v roce 2006 arcibiskupem Jánem Sokolem. Filiální kostel náleží pod farnost Prašice děkanát Topolčany diecéze nitranská.
V obci stojí dřevěná zvoníce z 19. století se zvonem z roku 1740, který ulil bratislavský zvonař J. Christelli.